# Televisão na Estónia
A televisão na Estônia foi introduzida em 1955. A decisão de criar uma estação de televisão no país fora tomada pelo governo soviético, em 1953. O Canal de TV Nacional ETV mantém um arquivo desde 1955,  com transmissões de aspectos únicos da cultura estoniana.
Norte da Estônia recebe sinais de televisão da Finlândia. Durante as décadas de 1970 e 1980, as transmissões finlandesas foram mais populares que as ofertas soviéticas-estonianas até a Revolução do Canto, com muitos estonianos desfrutando de Dallas e outros programas que retratam estilos de vida não-comunistas.
A televisão digital foi lançada oficialmente em 15 de dezembro de 2006, quando a operadora Eesti Digitaaltelevisiooni AS lançou seu serviço de pagamento ZUUMtv, operado pela Starman, em dois multiplexes. Em 2006, apenas a ETV estava disponível gratuitamente, mas em março de 2009 já existiam 7 canais gratuitos em transmissão digital. O sinal de televisão digital (DVB-T e DVB-H) é transmitido pela Levira. O DVB-C é fornecido pelas operadoras de cabo Starman, STV, Telset, empresa de telecomunicações Elion (também oferecendo IPTV). Os transmissores analógicos foram desligados em julho de 2010.

## Lista de canais

### Propriedade do estado
- ETV - notícias, atualidades, cultura, esportes e entretenimento em geral.
- ETV 2 - entretenimento geral, esportes, notícias e programação infantil.
- ETV + - programação em russo.

### Comercial
- Kanal 2 - notícias, atualidades e entretenimento em geral.
- Kanal 11 - entretenimento geral. Principalmente para mulheres.
- Kanal 12 - entretenimento geral. Principalmente para homens.
- Seitse - canal de cultura e música.
- TV 3 - notícias, atualidades e canal de entretenimento em geral.
- TV6 - canal geral de entretenimento. Principalmente para homens.
- TV8 - entretenimento geral. Principalmente para as mulheres
- Fox Life - canal de entretenimento em geral.
- FOX - canal geral de entretenimento.
- Canal Sony (Estônia) - canal de entretenimento em geral.
- Sony Turbo - canal geral de entretenimento.

### Regional
- Alo TV - canal de música e notícias, baseado em Tartu.
- Tallinna TV - de propriedade do governo da cidade de Tallinn. Lançado em 1 de janeiro de 2011.

## Antigos canais
- TV 1 - canal comercial. Notícias, atualidades, esportes e entretenimento em geral.
- EVTV - um antecessor da TV3
- RTV - um antecessor da TV3
- Tipp TV - um antecessor da TV1
- Neljas - canal de música, notícias e entretenimento em geral.
- Kalev Sport - canal de esportes, um antecessor da TV4.
- TV4 - canal de esportes, um antecessor da TV14.
- MTV Eesti - canal de música e entretenimento.
- TV14 - canal geral de entretenimento. Codeshare com a Tallinna TV.
- Nickelodeon Estónia